# Louin (Mississipi)
Louin és una població dels Estats Units a l'estat de Mississipi. Segons el cens del 2000 tenia 339 habitants.

## Demografia
Segons el cens del 2000, Louin tenia 339 habitants, 137 habitatges, i 93 famílies. La densitat de població era de 21,6 habitants per km².
Dels 137 habitatges en un 29,2% hi vivien nens de menys de 18 anys, en un 54% hi vivien parelles casades, en un 10,9% dones solteres, i en un 32,1% no eren unitats familiars. En el 30,7% dels habitatges hi vivien persones soles el 19% de les quals corresponia a persones de 65 anys o més que vivien soles. El nombre mitjà de persones vivint en cada habitatge era de 2,47 i el nombre mitjà de persones que vivien en cada família era de 3,05.
Per edats la població es repartia de la següent manera: un 25,4% tenia menys de 18 anys, un 9,4% entre 18 i 24, un 23% entre 25 i 44, un 20,4% de 45 a 60 i un 21,8% 65 anys o més.
L'edat mediana era de 38 anys. Per cada 100 dones de 18 o més anys hi havia 96,1 homes.
La renda mediana per habitatge era de 29.583 $ i la renda mediana per família de 40.750 $. Els homes tenien una renda mediana de 31.500 $ mentre que les dones 21.477 $. La renda per capita de la població era de 17.586 $. Entorn del 16,7% de les famílies i el 24,4% de la població estaven per davall del llindar de pobresa.

## Poblacions més properes
El següent diagrama mostra les poblacions més properes.